# Rio Pativilca
Pativilca é um rio da costa central do Peru. Localiza-se na bacia do mesmo nome.